# ハーマン号事件
ハーマン号事件（ハーマンごうじけん）は、1869年2月13日（明治2年1月3日）、熊本藩がチャーターした米国汽船「ハーマン号」が上総国夷隅郡河津村沖（現、千葉県勝浦市川津地区沖）で座礁・沈没し、川津の住民らが遭難者の救助にあたったが、多数の死者・行方不明者をだした海難事故。

## 経緯
明治新政府から箱館で抵抗を続ける旧幕府軍の鎮圧を命じられた弘前藩は明治元年11月8日（グレゴリオ暦1868年12月21日）、藩主・津軽承昭の実兄・細川韶邦が藩主である熊本藩に援兵協力を要請。要請に応じた熊本藩は明治2年1月2日（1869年2月12日）、十二番組御番頭・寺尾九郎左衛門を将とする熊本藩兵約350名を高輪沖で米国船「ハーマン」に乗船させ出航。同夜、横浜港に停泊。1月3日（2月13日）、大風かつ少雨の中、晝四時（午前10時）ごろより横浜港を出航。夜四時（午後10時）ごろ、暗礁に乗り上げる。船体は大破、沈没した。

## 犠牲者数
史料によって乗船者数、死亡者数に違いがある。
- 「肥後藩国事史料」によると乗船者347人のうち生存者は136人、死者・行方不明者は211人。同書には乗船した藩兵ら約345人（大略三百四拾五人）のうち136人が生存（内百三拾六人　存生）、209人が死亡および行方不明（残貳百九人、百二十四人　生死不定、十二人　死骸相分、七拾三人　但此分死亡ト有之死骸相分居候も有之由）との記載があるが、乗船者の一覧には名前が分からない125人も含めて346人分の記載があり、生存および存生または存命が136人、死亡73人、死骸相分12人、行方不明（生死未相分）125人。同書には乗船者一覧にある死亡および行方不明の210人のほかに、御番方・岩越勝左衛門も溺死したらしい（相分不申全溺死とは相見へ候）、との書入が「熊本県庁所蔵明治二年機密間日記」にあると記されており、死者・行方不明者は211人となる[2]。

- 「靖国神社忠魂史」によると乗船者391人（藩兵265人、夫卒126人）のうち死者は164人（死者には前記の岩越勝左衛門も含まれている）[3]。

- 「肥後藩国事史料」と「靖国神社忠魂史」の両方に名前がある死者・行方不明者は117人（同一人物と思われる7人を含む）。「肥後藩国事史料」のみに記載がある死者・行方不明者は94人。「靖国神社忠魂史」のみに名前がある死者は47人。

- 「明治二年奥州出征米国船ハーマン号勝浦沖遭難絵巻」の詞書によると、乗船した349人のうち、存命141人、溺死208人（侍37人、徒士4人、足軽76人、昇之者3人、徒僕38人、雇夫50人）。同書には、津軽君より溺死者（溺死之面々）に香典を下された、との記述があり、その対象人数は207人（仁保達三郎、西川十郎右衛門、平野英兵衛、平士37人、足軽76人、昇之者3人、僕38人、夫50人）となっている[4][5]。

- 新聞「The Japan gazette」や「The Japan Times' Overland Mail」に掲載されたニューウェル船長（Captain Newell）の手記によると乗客は350人、乗員は80人。乗員の生存者は58人、行方不明者は22人[6][7]。死亡した乗員の埋葬場所は未確認[8]。

- 明治5年5月（1872年）に建立された「熊本藩兵瘞骸碑」によると乗船者数350人、死者220人[9]。

- 「千葉県夷隅郡誌」によると乗船者は藩兵350人、溺死者210人。遺体105を埋葬[9]。

## ハーマン号概要
「ハーマン」（Hermann）は、Ocean Steam Navigation Companyがニューヨーク市のJacob A. Westervelt & William Mackey Co.で建造した木造の外輪蒸気船で、1847年9月30日に進水。1848年3月21日から処女航海を行い、1857年まで大西洋航路に就役した。建造時の仕様は全長：234フィート11インチ（71.6m）全幅：39フィート6インチ（12m）、喫水：31フィート7インチ（9.6m）、載貨重量トン数：1,734 45/95トン（95立方フィートを1トンとし、船の全長と全幅から積載量を算出する「The Registering and Clearing Act of 1789」による）であったが、荒天や事故による損傷、船体の補強、機関の改造、外輪の変更など、複数回の修理・改装により船容は大きく変化しており、船の所有者も複数回変わっている。1859年2月、負債のため差し押さえられ、4万ドルで売却される。その後、Pacific Mail Steamship Companyが購入。改装され、1867年3月1日にサンフランシスコから横浜に向けて出航。1868年、日本沿岸航路に就役している。

## 慰霊

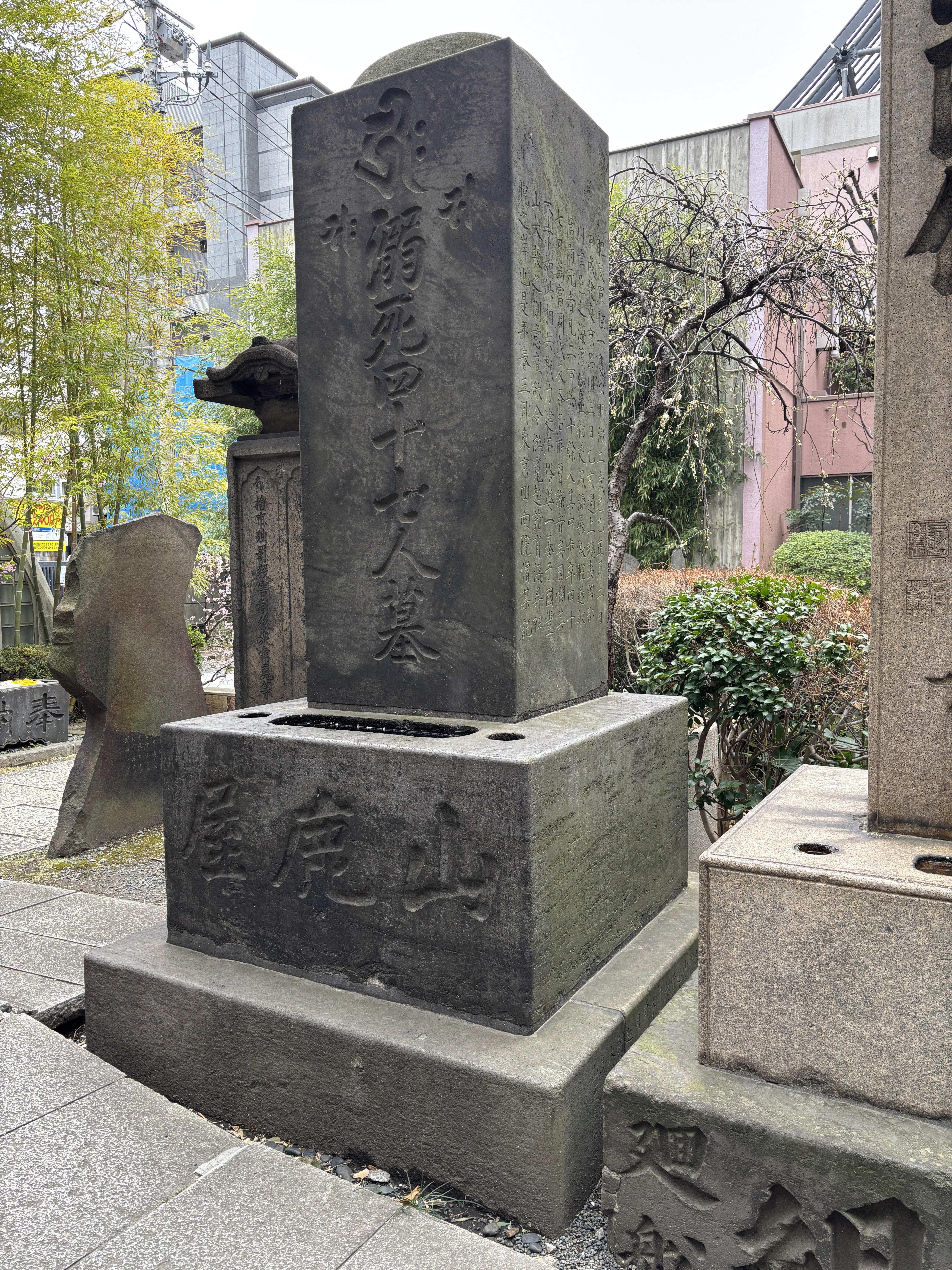
溺死四十七人墓（回向院）

- 官軍塚 - 明治2年2月（1869年）に犠牲者170名を埋葬した華立墓地（官軍塚園地駐車場付近）の跡地[11]。「千葉県夷隅郡誌」によると埋葬された人数は105名[9]。1878年5月1日に建立された慰霊碑「華立巌碑」と記念碑が建っている（慰霊碑は1947年に現在地に移転）。千葉県指定文化財（史跡）。官軍塚園地は南房総国定公園の一部で国有地。所在地、千葉県勝浦市川津1394[12][13]
- 回向院 - 境内に明治2年3月（1869年）に富岡文吉らが建立した山鹿屋人足の供養碑「溺死四十七人墓」があり、墓の台石には「山鹿屋」と刻まれている。「肥後藩国事史料」によると山鹿屋人足は50人が行方不明（生死未相分）、16人が存命となっている[2]。また「明治二年奥州出征米国船ハーマン号勝浦沖遭難絵巻」にある溺死した雇夫50人がこれに該当すると思われる[4]。墨田区登録文化財、石造海難供養碑の一部[14]。所在地、東京都墨田区両国2-8-10
- 西信寺（さいしんじ） - 境内に明治2年3月（1869年）に建立された永代供養碑がある。碑には30人の戒名と俗名、および溺死者全員の菩提（此外軍艦同船溺死霊魂一切菩提）と刻まれている。所在地、東京都文京区大塚5-2-10
- 津慶寺（しんけいじ） - 明治5年5月（1872年）、藤島正健・千葉県知事（当時）らが境内に「熊本藩兵瘞骸碑」を建立[9]。津慶寺には事故犠牲者の過去帳が残されており、毎年水難供養祭を行っている。所在地、千葉県勝浦市川津1655
- 安国禅寺 - 境内に供養塔「上総沖溺死者供養塔」がある。ハーマン号の遭難者を含む熊本藩の戦死者の供養を行っている。所在地、熊本県熊本市中央区横手3-26−8
- 靖国神社 - 事故で死亡した熊本藩兵・夫卒は戦死扱い（幕末殉難者）とされ1891年11月6日に合祀された。
- 慰霊祭 - 2012年から毎年2月13日に「黒船『ハーマン号』を世に出す会」（会長・勝浦市長）が慰霊祭を開催している。晴天の場合は官軍塚で、雨天の場合は津慶寺で行われる[15][16][17][18][19][20]。

## ハーマン号の再発見
1998年8月、水中考古学者・井上たかひこ氏らの調査で川津港の沖合に沈むハーマン号の残骸の一部が発見される。

## 犠牲者
桑ノ弓鬼太郎 - 力士。御旗持。行方不明（生死未相分）